# Knut Magne Valle
Knut Magne Valle nasceu em 1974 e é um guitarrista norueguês. Em 1995 foi convidado a integrar a banda Arcturus (banda), que terminou em Abril de 2007. 
Participou no álbum Ordo Ad Chao da banda Mayhem. 

## Discografia

### Arcturus[1]
- 1997 - Reconstellation
- 1997 - La Masquerade Infernale
- 1999 - Disguised Masters
- 2002 - Aspera Hiems Symfonia + Constellation + My Angel
- 2002 - The Sham Mirrors
- 2005 - Sideshow Symphonies
- 2006 - Shipwrecked In Oslo DVD

### Ulver[1]
- 1998 - Themes from William Blake’s The Marriage of Heaven and Hell

## Ligações Externas
- «Solfeggio Body In iTunes» (em inglês)
- Site Oficial da banda Arcturus